# Kuruvi

Kuruvi est un film tamoul réalisé en 2008 par Dharani et produit par Udhayanidhi Staline. Dans ce masala, les stars Vijay, Trisha Krishnan et Suman jouent les rôles principaux tandis que les rôles secondaires sont interprétés par Vivek, Ashish Vidyarthi, Manivannan et Malavika.

## Synopsis
Velu (Vijay) alias Vetrivel part à la recherche de son père, Singamuthu (Manivanan), porté-disparu, après s'être rendu à Kadapa dans l'état de l'Andhra Pradesh pour y travailler. 
Le jeune homme finit par le retrouver dans ce qui ressemble à un camp de travail de travail forcé, au milieu d'autres esclaves.
Devant faire face à un groupe de mafieux plus que déterminé, spécialisé dans toute sorte de traite, Velu devra puiser dans son courage et sa force, faire preuve aussi d'ingéniosité pour extirper tous les captifs de ce camp de la mort...

## Distribution
- Vijay : Vetrivel
- Trisha : Radhadevi
- Vivek : Ops
- Suman : Koccha
- Manivannan : Singamuthu
- Ashish Vidyarthi : Konda Reddy
- Nassar : Rajes
- Saranya Ponvannan : femme de Koccha